# ویکتور سیدیاک
ویکتور سیدیاک ورزشکار مرد رشتهٔ شمشیربازی اهل کشور اتحاد جماهیر شوروی است. وی در بین سال‌های ‎۱۹۶۸ تا ۱۹۸۰ میلادی در مسابقات بازی‌های المپیک تابستانی در مجموع ۶ مدال، شامل ۴ مدال طلا و ۱ نقره و ۱ برنز را کسب کرد.